# Olaf Nygaard
Olaf Ludvig Nygaard (5 de setembro de 1894 — 1 de abril de 1978) foi um ciclista norueguês de ciclismo de estrada.
Nos Jogos Olímpicos de Verão de 1920 em Antuérpia, competiu representando Noruega na prova de estrada (individual e por equipes), terminando na 35ª e 8ª posição, respectivamente.